# Otto Steffens
Otto Steffens (ur. 7 kwietnia 1826 w Gdańsku, zm. 12 sierpnia 1904 w Gdańsku) – prawnik, przedsiębiorca, przewodniczący Rady Miasta Gdańska.

## Życiorys
Studiował prawo w Berlinie i Heidelbergu. W Gdańsku pracował jako sędzia oraz radca prawny. Był współwłaścicielem firmy handlu zbożem i drewnem Carl Gottlieb Steffens und Söhne, udziałowcem banku Danziger Privat-Actien-Bank, wiceprzewodniczącym rady nadzorczej kolei Malbork-Mława (Marienburg-Mlawka-Bahn) (1885), oraz członkiem zarządu Korporacji Kupców Gdańskich (Die Korporation der Kaufmannschaft zu Danzig).
W 1864 został członkiem Rady Miejskiej. W latach 1871–1880 pełnił funkcję jej wiceprzewodniczącego, a w latach 1881-1898 przewodniczącego. Wspierał działania nadburmistrza Leopolda von Wintera w jego dążeniu do stworzenia z Gdańska nowoczesnego miasta.
W 1896 został uhonorowany tytułem Honorowego Obywatela Miasta Gdańska. Jego imieniem nazwano park położony w Gdańsku na obecnym osiedlu Aniołki.